# Hepatologia
Hepatologia – dziedzina medycyny zajmująca się schorzeniami, budową i funkcjonowaniem wątroby oraz pęcherzyka żółciowego i dróg żółciowych. W Polsce nie należy do specjalności lekarskich, w 2007 roku została uznana za umiejętność lekarską, ale akt prawny ustanawiający taki stan rzeczy stracił ważność w 2008 roku. Poradnictwem z zakresu hepatologii w Polsce zajmują się tradycyjnie specjaliści chorób zakaźnych, a także gastroenterolodzy. W zarządzeniu Prezesa Narodowego Funduszu Zdrowia z 2006 roku widnieje przepis, że poradnie hepatologiczne powinny być prowadzone przez lekarzy gastroenterologów, natomiast specjaliści chorób zakaźnych powinni prowadzić jedynie poradnie dla chorych z wirusowym zapaleniem wątroby (poradnie WZW).